# مورنو د پاو
مورنو د پاو (انگلیسی: Moreno De Pauw؛ زادهٔ ۱۲ اوت ۱۹۹۱ ‏(۳۳ سال)) دوچرخه‌سوار اهل بلژیک است.
از باشگاه‌هایی که در آن بازی کرده‌است می‌توان به اسپورت فلاندر-بالوزه اشاره کرد.
وی در مسابقات کشوری و بین‌المللی در مجموع برندهٔ ۲ مدال برنز شده‌است.